# Экономика Кабардино-Балкарии
Экономика Кабардино-Балкарии — 70-я экономика среди субъектов Российской Федерации по объёму валового регионального продукта (2024 г.).
Основные отрасли производства в Кабардино-Балкарии: сельское хозяйство, туризм, добыча полезных ископаемых, лёгкая и химическая промышленности, машиностроение и производство электроэнергии.

## Сельское хозяйство
На 1 января 2020 года сельское население 416 тысяч человек, 48 % населения Кабардино-Балкарии. 
За 2021 год индекс продукции растениеводства составил 113 %, продукции животноводства – 106%.
Животноводство
На 1 февраля 2021 года во всех категориях хозяйств насчитывалось 274,5 тыс. голов крупного рогатого скота (+2,3 %), из них коров 138 тыс. голов (+3,6 %), поголовье овец и коз 401 тыс. голов (+2,9 %), птицы 3,9 млн голов (+5,4 %). 
За 2020 год сельхозтоваропроизводителями всех категорий надоено 537,5 тыс. тонн молока (+4,5%). В сельскохозяйственных организациях надои молока на одну корову выросли на 12,6% в сравнении с показателями 2019 года и составили 6334 кг. В 2020 году в Кабардино-Балкарии непосредственно на повышение продуктивности в молочном скотоводстве в виде субсидий во все категории хозяйств было направлено 151,3 млн рублей бюджетных средств, в том числе из федерального бюджета 140,7 млн рублей. 
За первые четыре месяца 2021 года в республике надои молока возросли до 135,6 тысячи тонн, что на 4,7 % больше к аналогичному периоду прошлого года. Кроме того, с января по апрель 2021 года увеличилось поголовье основных видов сельскохозяйственных животных. Так, поголовье овец и коз возросло на 3,8 %, коров — на 3,6 %. 
Растениеводство
Выращивают зерновые (кукурузу, пшеницу, ячмень, просо), кормовые, технические (подсолнечник и конопля) культуры, картофель и овоще-бахчевые.
В 2021 году садоводами Кабардино-Балкарии было собрано 535,5 тысяч тонн плодово-ягодной продукции, из них семечковых культур 490,1 тысяч тонн, косточковых культур – 40,5 тысяч тонн. Рост объемов плодово-ягодных культур обусловлен расширением размеров площадей в плодоносящем возрасте семечковых культур на 13,9% и косточковых культур – на 16%. Кабардино-Балкария уже несколько лет подряд входит в топ-5 регионов России по темпам закладки многолетних плодово-ягодных насаждений. В 2021 году осуществлена закладка многолетних насаждений по интенсивной и суперинтенсивной технологиям на площади 1500 га. В том числе голубика заложена на площади 50 га. В рамках импортозамещения поставляется в субъекты России более 400 тысяч тонн различных плодов и ягод. По состоянию на 1 января 2022 года суммарная мощность плодохранилищ - 185,8 тыс. тонн, из которых в 2021 году введены в эксплуатацию 35,4 тыс. тонн. В 2022 году заложили 1,250 тыс. гектаров многолетних плодово-ягодных насаждений, все интенсивного и суперинтенсивного типа.
В 2021 году началась реализация инвестиционного проекта по строительству тепличного комплекса общей площадью 100 га для круглогодичного производства овощной продукции в Чегемском районе. Первую очередь площадью 37,6 га планируется запустить в первом квартале 2023 года -  предусмотрено выращивание тепличных томатов в объеме около 20 тыс. тонн ежегодно. Вторая очередь площадью 62,4 га будет запущена в конце 2024 года - производство овощной продукции защищенного грунта планируется в объеме 49,2 тыс. тонн в год.
Холдинг «Эко-культура», один из крупнейших производителей овощей закрытого грунта, к 2022 году планирует запустить в Кабардино-Балкарии тепличный комплекс для выращивания ягод. На площади 100 га будут выращивать малину, ежевику, клубнику и голубику. Инвестиции в проект составят 14 млрд руб., срок их окупаемости — около восьми лет. 
В 2020 году в хозяйствах всех категорий собран урожай плодов и ягод 517,3 тыс. тонн (+48 %), винограда 18,1  тыс. тонн (+57,1 %), овощей 2936 тыс. тонн (-21,7 %), картофеля 1807 тыс тонн (-7,8 %), гороха 57,9 тыс. тонн (-29,5 %).  
В 2020 году в хозяйствах всех категорий урожай зерновых и зернобобовых 1193,3 тыс. тонн зерна в весе после доработки (+5%). В том числе зерна пшеницы получено 155,8 тыс. тонн (+4,3%), кукурузы 965,6 тыс. тонн (+4,2%). Увеличению валового сбора способствовал рост урожайности зерновых, в среднем 56,7 ц/га (+3,5%). Сбор ячменя 618 тыс. тонн, овёс 36 тыс. тонн, гречихи 1,2  тыс. тонн. Урожай семян подсолнечника 298 тыс. тонн, сои 87,4 тыс. тонн, рапса 30,3 тыс. тонн. 

## Промышленность
В республике действуют более 200 промышленных предприятий. В г. Майский ООО «Севкаврентген-Д» одно из ведущих производителей рентгеновского оборудования в России. В г. Терек на заводе «Терекалмаз» налажено собственное производство синтетических алмазов, и высококачественных алмазных инструментов на их основе. В числе выпускаемой продукции алмазные буровые инструменты для геолого-разведочных и горнорудных предприятий (коронки, долота, расширители); алмазные правящие инструменты (прецизионные фасонные ролики, карандаши, гребёнки, алмазы в оправе), шлифовальный алмазный инструмент (круги АЧК, прямого профиля и т. д.) для машиностроения и металлообработки; алмазный инструмент для камнеобработки и стройиндустрии (круги отрезные сегментные, фрезы, бруски, канатные пилы и т. д.) для резки, шлифовки, полировки природного камня, бетона, асфальта; алмазные пасты и др. В г. Тырныаузе есть завод «Каббалкгипс» по производству продукции торговой марки GIPSELL, базирующийся на производстве и продаже строительных и отделочных материалов.
- Завод Кавказкабель
- Тырныаузский горно-обогатительный комбинат (не работает с начала 2000-х годов, после схода сели)
- Каббалкгипс (завод)

## Энергетика
По состоянию на ноябрь 2020 года, на территории Кабардино-Балкарии эксплуатировались 10 электростанций общей мощностью 220,1 МВт, в том числе восемь ГЭС и две тепловые электростанции. В 2018 году они произвели 411,9 млн кВт·ч электроэнергии. Особенностью энергетики региона является очень высокая доля гидрогенерации, обеспечивающей практически весь объём выработки электроэнергии.